# Minárovics János
Minárovics János (1928. március 20. – Budapest, 2008. november 11.) tűzoltóezredes, múzeumigazgató, a Magyar Tűzoltó Múzeum (Katasztrófavédelem Központi Múzeuma) alapítója, a magyar tűzoltás történetének nagy ismerője. Számos tanulmány, könyv, köztük a budapesti tűzoltóság történetét feldolgozó tanulmány szerzője.

## Életpályája
A felső-ipariskola elvégzése után mint elektrotechnikus nem talált munkát. Ekkor értesült arról, hogy a tűzoltótiszti iskolára hallgatókat keresnek, ahová sikeresen felvételizett. Tűzoltótisztté 1949-ben avatták. Már akkor is nagy érdeklődéssel tanulmányozta szakmája múltját. 
1954-től országos anyaggyűjtést végzett az akkor alakuló Tűzoltó Múzeum számára, részt vett a tűzoltó-emlékek felkutatásában, mint az Országos Tűzoltó Főparancsnokság műszaki osztályának beosztottja. 1955-től Európa első tűzoltó-szakmúzeumának igazgatójaként tevékenykedett, 1957-ben az ő tervei alapján készült el az intézmény első állandó kiállítása is, amit számos nagy jelentőségű bemutató követett idehaza és külföldön egyaránt.
Több mint 50 kiállítás rendezése, egymilliót meghaladó látogatói létszám fémjelzi tevékenységét. Nagyon jó kapcsolatokat ápolt a hazai és a külföldi múzeumokkal, kollégákkal. Közel 300 publikációja és több könyve nagy sikert aratott mind szakmai, mind széles körben. Munkásságának eredménye a magyar tűzvédelem-történet hiteles, széles körű feldolgozása. Nevéhez fűződik az aquincumi víziorgona működőképes rekonstrukciójának megtervezése és elkészíttetése.
1985. április 30-án vonult nyugállományba, de amíg egészségi állapota engedte, muzeológusként segítette a Tűzoltó Múzeum munkáját. Élete végéig aktív szakmai munkát fejtett ki.

## Művei
- A dohányzási tilalom története; B. M. Országos Tűzrendészeti Parancsnokság, Bp., 1962
- Minárovics János–Tarján Rezső: A vízkármentes oltás kezdeményezője Szilvay-féle szárazoltás; Nyomdaipari Tanulóintézet. Ny., Bp., 1965
- Minárovics János–Tarján Rezső: Az önkéntes tűzoltóság történetéből; Tűzrendészet Országos Parancsnoksága, Bp., 1968
- Budapest, Tűzoltó Múzeum; Tájak–Korok–Múzeumok, Bp., 1983  (Tájak, korok, múzeumok kiskönyvtára)
- Az aquincumi víziorgona újabb rekonstrukciója; Óbudai Múzeum, Bp., 1997 (Helytörténeti füzetek)
- Minárovics János–Biczó István–Gáti István: A tűzoltó képzés és a tűzoltó tisztképző iskola története; BM Tűzoltóság Országos Parancsnoksága, Bp., 1998
- Magyar tűzoltóemlékek; szöveg Kútvölgyi Mihály, Minárovics János; TIMP, Bp., 2001
- A nagy elődök  Magyar Országos Tűzoltó Szövetség elnökei és vezető férfiai, 1871-1945; Tűzoltó Múzeum, Bp., 2002
- Gőzfecskendők a magyar tűzoltóságoknál; Tűzoltó Múzeum, Bp., 2004
- Gróf Széchenyi Ödön munkássága, in: Védelem online, 2014. január 26. http://www.vedelem.hu/index.php?pageid=termekek_view&id=143
- A tűzoltóképzés története a kezdetektől 1947-ig; in: Védelem online, 2014. február 16.

## Díjak, elismerések
- Móra Ferenc-emlékérem (1973)
- Pulszky Ferenc-díj (2004)
- Széchenyi Ödön Emlékplakett (2006)
- 2008. június 27-én, a magyar tűzoltó tisztképzés 60. évfordulóján az 1948 júniusában végzett első tiszti iskolai osztály hallgatójaként gyémántdiplomát vehetett át.